# Colt Lightning Carbine
A Colt Lightning Carbine ou Colt Lightning Rifle é um rifle de repetição por ação de bombeamento produzido pela Colt's Manufacturing Company no final do século XIX e início do século XX.

## Histórico e projeto
A Colt Lightning Carbine foi originalmente lançada com câmara para o cartucho .44-40. A Colt acabou produzindo a Colt Lightning em três tamanhos diferentes de armações, para acomodar uma ampla gama de cartuchos, desde os calibres .22 Short e .38-40 até o .50-95 Express. Seu perfil se assemelha aos rifles de fogo circular por ação de bombeamento feitos pela Winchester Repeating Arms Company e pela Remington Arms.
A Lightning foi usada como uma arma esportiva na América e foi adotada para uso pelo "San Francisco Police Department", mas nunca foi tão popular ou confiável quanto os vários rifles por ação de alavanca de sua época.

## Variantes
O Colt Lightning Magazine Rifle de porte médio foi fabricado entre 1884 e 1904. Foi o primeiro rifle por ação de bombeamento oferecido pela Colt. Os registros da Colt indicam que 89.777 foram produzidos, em .32-20, .38-40 e .44-40 como uma arma para fazer par com o revólver "Colt Single Action Army", que aceitava os mesmos cartuchos. Duas versões foram oferecidas: um rifle com um cano de 26 in (660 mm) e carregador tubular de 15 tiros, e uma carabina com um cano de 20 in (508 mm) e carregador de 12 tiros. O "San Francisco Police Department" adquiriu 401 rifles, todos de 26 in (660 mm) com canos redondos em .44-40 e marcados de "S.F.P 1" a "S.F.P 401" abaixo do guarda-mato.
O Lightning "small-frame" (também conhecido como "Second Model Colt Lightning") foi o primeiro rifle de fogo circular feito pela Colt e foi fabricado entre 1887 e 1904 como uma arma para tiro recreativo ou de salão. Os registros da Colt indicam a produção de 89.912, em .22 Short e .22 Long. O comprimento do cano era de 24 in (610 mm), tinham acabamento azulado, cão de aço reforçado e coronha de nogueira.
O Lightning "large-frame" (também chamado de "Express Model") foi fabricado entre 1887 e 1894. Os registros da Colt indicam que 6.496 foram fabricados em diferentes calibres para caça maior, como .38-56 WCF, .40-60 WCF e .50-95 Express. O comprimento do cano era de 22 in (559 mm) ou 28 in (711 mm).

## Versões modernas
Rifles de repetição "Lightning" ainda são fabricados hoje por empresas como Uberti, Taurus e Pedersoli para fins de caça, reconstituição histórica e competições, como "Cowboy Action Shooting" em calibres como .38 Special/.357 Magnum, .44-40 e .45 Colt. Destes calibres, apenas o .44-40 era oferecido no "Lightning" quando foi originalmente produzido pela Colt.